# Daniel Köppel (Basketballspieler)
Daniel Johannes Köppel (* 14. Mai 2000 in Wolfsberg) ist ein österreichischer Basketballspieler.

## Laufbahn
Der aus Wolfsberg in Kärnten stammende Köppel spielte in der Jugend des BBC Wolfsberg, ehe er zum Nachwuchs des Bundesligisten Kapfenberg Bulls stieß. Im Laufe des Spieljahres 2016/17 wurde er auch in sechs Bundesliga-Partien zum Einsatz gebracht.
Zur Saison 2017/18 ging Köppel nach Deutschland, um seine Entwicklung in der Jugendabteilung des Zweitligisten Nürnberg Falcons BC fortzusetzen. Nach einem Jahr in Nürnberg wechselte er ins Nachwuchsfördersystem von Brose Bamberg und wurde in diesem Rahmen auch ins Aufgebot des FC Baunach (2. Bundesliga ProA) aufgenommen. Er wurde in der Saison 2018/19 in neun ProA-Spielen eingesetzt und erzielte im Schnitt 1,8 Punkte pro Partie, verpasste mit den Baunachern aber den Klassenerhalt.
2020 wechselte Köppel zum BBC Coburg (Deutschland, 2. Bundesliga ProB). Anfang Jänner 2021 wurde er in seinem Heimatland vom Erstligisten Basket Swans Gmunden als Neuzugang vorgestellt und gewann mit den Oberösterreichern im Mai 2021 die Staatsmeisterschaft. In 23 Saisoneinsätzen verbuchte Köppel auf dem Weg zur Meisterschaft 3,3 Punkte je Begegnung. In der Saison 2022/23 wurde er mit Gmunden österreichischer Meister, Pokalsieger und Supercupsieger.
In der Sommerpause 2023 wurde er von den Oberwart Gunners verpflichtet und wurde bei dem Verein Mannschaftskamerad seines Bruders Florian Köppel. Die beiden gewannen 2024 gemeinsam mit Oberwart die österreichische Meisterschaft. 2025 wurde der Erfolg wiederholt und erneut der Meistertitel geholt. Er verließ sein Heimatland im Vorfeld der Saison 2025/26 und wechselte nach Luxemburg zum Erstligaaufsteiger BBC Kordall, kehrte aber noch während der Saisonvorbereitung nach Oberwart zurück.

### Nationalmannschaft
Köppel nahm 2015 und 2016 mit der österreichischen U16-Nationalmannschaft an der B-EM teil. Insbesondere beim 2016er Turnier trumpfte der Innenspieler auf und erzielte im Durchschnitt 11,4 Punkte, 11,5 Rebounds sowie 2,5 geblockte Würfe je Begegnung.
Im Sommer 2017 spielte er mit der U18-Nationalmannschaft bei der B-Europameisterschaft in Estland. Im Sommer 2018 trat Köppel mit der österreichischen Auswahl bei der B-U18-EM in Skopje an und war mit einem Punkteschnitt von 12,3 pro Begegnung drittbester Korbschütze sowie mit 7,6 Rebounds je Partie bester Rebounder der Mannschaft, die bei 24 teilnehmenden Ländern den 16. Rang belegte. Anfang August 2021 gab er unter Trainer Raoul Korner seinen Einstand in Österreichs Herrennationalmannschaft.